# Patrick Wolf (musicista)
Patrick Wolf, pseudonimo di Patrick Denis Apps (Londra, 30 giugno 1983), è un musicista britannico.
Utilizza diversi strumenti per comporre la sua musica, soprattutto ukulele, pianoforte, violino e viola. Inoltre adopera anche componenti elettroniche, che quindi combina agli strumenti classici.

## Biografia
Nato al St Thomas' Hospital di Londra (Inghilterra), è cresciuto nel sud della città. Cominciò a registrare canzoni con violino, voce, e organi di seconda mano, su un registratore a quattro piste, all'età di undici anni.
La sua educazione musicale era cominciata alcuni anni prima, con severe lezioni di violino e cori di chiesa, ma durò fino a quando Patrick non fu ossessionato dalla prima elettronica del XX secolo, tanto che sviluppò la forte ambizione di creare musica nuova e innovativa.
All'età di quattordici anni si esibì con un gruppo di pop art chiamato Minty. I suoi testi e le sue registrazioni catturarono l'attenzione della Fat Cat Records, che regalò a Patrick un computer Atari e un mixer. Questi strumenti lo aiutarono ulteriormente nelle sue insolite progettazioni e produzioni.
Successivamente inizia a fare soldi con le performance di strada in un quartetto di strumenti a corde, e formando un gruppo chiamato Maisons Criminaux, un trio rumoroso nato sui principi distruttivisti della white noise e del pop. Ha anche continuato a registrare e scrivere materiale proprio. I Maisons Criminaux una volta suonarono a Parigi, durante un piccolo concerto in cui era presente il maestro dell'elettronica Kristian Robinson (noto anche come Capitol K), che pubblicherà l'album di esordio di Patrick, Lycanthropy (2003).
Durante le registrazioni di Lycanthropy, Patrick studiò composizione per un anno al Trinity College of Music.
Lycanthropy uscì nell'estate del 2003 e incontrò un grande favore di critica. 
Fece anche alcune apparizioni come violista insieme a Chicks on Speed, Arcade Fire, Owen Pallett, CocoRosie e The Hidden Cameras. Più tardi l'etichetta tedesca Tomlab distribuisce l'album in America ed Europa.
Nel 2005 pubblica il suo secondo album, Wind in the Wires, che racchiude al suo interno una larga diversità di suoni e generi (folktronica in particolare, ispirata alla musica irlandese).
Anche nei temi vi sono riferimenti celtici, dal momento che il singolo Tristan è ispirato alla leggenda di Tristano e Isotta.
Dopo la pubblicazione dell'album lavora in studio con i Loog.
Due anni dopo, Wolf lancia The Magic Position (febbraio 2007), in cui affronta attitudini e propensioni più votate al pop. In questo disco partecipano Marianne Faithfull e Edward Larrikin dei Larrikin Love. Nel maggio 2007 l'album esce negli Stati Uniti ad opera della Low Altitude Records. Il disco è un concept album incentrato sul tema dell'amore. Dopo la sua pubblicazione, Wolf intraprende un tour che lo porta a suonare in Nord America, Europa, Giappone e Australia. Diversi estratti di questo tour vengono documentati da Brantley Gutierrez e poi incisi in un DVD.
Subito dopo la fine del tour di The Magic Position, Wolf inizia a lavorare sul suo successivo album. Nel febbraio 2009 annuncia l'uscita di The Bachelor, il cui primo singolo Vulture, viene pubblicato in aprile. L'album vero e proprio invece esce nel giugno 2009 e si avvale della collaborazione di Alec Empire nelle vesti di coproduttore (insieme allo stesso Wolf). In questo album collabora anche Eliza Carthy, che duetta con Patrick in un brano.
Nel dicembre 2010 pubblica il singolo Time of My Life. Nei successivi mesi vengono pubblicati diversi altri singoli, fino al giugno 2011, mese in cui avviene pubblicazione del quinto album, ossia Lupercalia.
Per celebrare i dieci anni di carriera, nel settembre 2012 pubblica un doppio album, Sundark and Riverlight. Nel 2013 collabora dal vivo con Patti Smith per il Banga Tour.
Nel novembre 2022, Patrick Wolf ha pubblicato il suo primo nuovo singolo dopo un decennio. Enter the Day dovrebbe apparire in un prossimo EP, The Night Safari, e coincide con il 20º anniversario dell'uscita del suo EP di debutto.

## Vita privata
L'adolescenza di Patrick fu turbolenta, costretto a cambiare scuole per bullismo. All'età di 16 anni è andato via da casa, vivendo per alcuni anni in modo libero e folle.
In un'intervista, nel 2007, afferma che non vuole dare termini alla sua sessualità, in quanto si è innamorato di uomini e di donne.
Nel dicembre 2010 ha annunciato via Twitter la sua unione civile con il fidanzato William Pollock.
Ha lavorato come modello e fotomodello per Mario Testino e Burberry.

## Discografia

### Album
- 2003 - Lycanthropy (Faith and Industry / Tomlab)
- 2005 - Wind in the Wires (Tomlab)
- 2007 - The Magic Position (Loog Records)
- 2009 - The Bachelor (Bloody Chamber Music)
- 2011 - Lupercalia (Mercury)
- 2012 - Sundark and Riverlight (compilation 2 cd) (Bloody Chamber Music)
- 2023 - The Circling Sky (Selected B-Sides) (Apport)
- 2025 - Crying The Neck (Apport/Virgin)

### EP
- 2002 - The Patrick Wolf EP (Faith and Industry)
- 2011 - Brumalia (Mercury Records)
- 2023 - The Night Safari (Apport)
- 2025 - Jupiter (Apport)

### Singoli
- 2005 - The Libertine (Tomlab)
- 2005 - Wind in the Wires (Tomlab)
- 2005 - Tristan (Tomlab)
- 2006 - Accident & Emergency (Loog)
- 2007 - Bluebells (Loog)
- 2007 - The Magic Position (Loog)
- 2009 - Vulture (Bloody Chamber Music)
- 2009 - Hard Times (Bloody Chamber Music)
- 2009 - Damaris (Bloody Chamber Music)
- 2010 - Time of My Life (Hideout)
- 2011 - The City (Hideout)
- 2022 - Enter the Day (Apport)